# These Are the Vistas
These Are the Vistas é o segundo álbum de estúdio desferido pelo trio de jazz rock The Bad Plus, e o primeiro designado a uma gravadora preponderante, Columbia Records. O álbum encetou uma oportunidade maior do público ouvinte de visualização à banda, sobre a qual Jim Fusilli, do Wall Street Journal, chamou de "trio de poder do jazz com coração de rock and roll".
O álbum exibe adaptações de canções aclamadas, vide Smells Like Teen Spirit, Heart of Glass e Flim, de Aphex Twin.
Em novembro de 2009, a revista eletrônica All Sounds Considered, da National Public Radio, selecionou o lançamento como uma das gravações "mais importantes" da década.

## Produção
De acordo com o JazzTimes, em alusão ao engenheiro-produtor Tchad Blake, este "vem com [jazz] sobre o mundo de já famigerados Los Lobos, Tom Waits e Pearl Jam" e "These Are the Vistas é abordado com um ouvido para atritos acústicos. Sua direção firme, porém discreta, mostra o The Bad Plus de uma maneira que, de alguma forma, soa enorme e despojado".
| Críticas profissionais | Críticas profissionais |
| Pontuações agregadas   | Pontuações agregadas   |
| Fonte                  | Avaliação              |
| ---------------------- | ---------------------- |
| Metacritic             | 81/100                 |
| Avaliações da crítica  |                        |
| Fonte                  | Avaliação              |
| Allmusic               | [ 5 ]                  |
| Entertainment Weekly   | A−                     |
| Pitchfork Media        | 7.0/10                 |
| Rolling Stone          | [ 8 ]                  |

## Faixas
| N.º            | Título                                                    | Compositor(es)                           | Autor            | Duração |  |
| 1.             | "Big Eater"                                               |                                          | Reid Anderson    | 3:53    |  |
| 2.             | "Keep The Bugs Off Your Glass And The Bears Off Your Ass" |                                          | David King       | 5:49    |  |
| 3.             | "Smells Like Teen Spirit"                                 | Kurt Cobain, Dave Grohl, Krist Novoselic | Nirvana          | 5:57    |  |
| 4.             | "Everywhere you turn"                                     |                                          | Reid Anderson    | 4:56    |  |
| 5.             | "1972 Bronze Medalist"                                    |                                          | David King       | 5:20    |  |
| 6.             | "Guilty"                                                  |                                          | Ethan Iverson    | 5:35    |  |
| 7.             | "Boo-Wah"                                                 |                                          | Ethan Iverson    | 3:55    |  |
| 8.             | "Flim"                                                    |                                          | Richard D. James | 4:05    |  |
| 9.             | "Heart of Glass"                                          | Debbie Harry e Chris Stein               | Blondie          | 4:47    |  |
| 10.            | "Silence Is The Question"                                 |                                          | Reid Anderson    | 8:11    |  |
| 11.            | "What Love Is This"                                       |                                          | Ethan Iverson    |         |  |
| Duração total: | Duração total:                                            | Duração total:                           | Duração total:   | 52:28   |  |

## Pessoal
- Ethan Iverson – piano;
- Reid Anderson – contrabaixo;
- David King – bateria;
- Tchad Blake – produtor.